# Śnieżka (zwyczajna)
Śnieżka (zwyczajna) (Montifringilla nivalis) – gatunek małego ptaka z rodziny wróbli (Passeridae). Występuje w obszarach górskich południowej Europy, Kaukazu, Bliskiego Wschodu i centralnej Azji. Wyjątkowo zalatuje do Polski. Nie jest zagrożony wyginięciem.

## Systematyka
Gatunek ten po raz pierwszy zgodnie z zasadami nazewnictwa binominalnego opisał w 1766 roku Karol Linneusz w 12. edycji Systema Naturae. Autor nazwał gatunek Fringilla nivalis, wykorzystując nazwę ukutą w 1760 roku przez Brissona w publikacji, która nie spełniała jeszcze zasad nazewnictwa binominalnego. Jako miejsce typowe Linneusz błędnie wskazał Amerykę; później skorygowano je na Szwajcarię. Obecnie gatunek zaliczany jest do rodzaju Montifringilla. Wyróżnia się siedem podgatunków.
Takson blisko spokrewniony ze śnieżką czarnoskrzydłą (M. adamsi) i śnieżką tybetańską (M. henrici), czasami łączono je w jeden gatunek.

## Podgatunki i zasięg występowania
IOC wyróżnia następujące podgatunki:
- M. nivalis nivalis – południowa Europa
- M. nivalis leucura – południowa i wschodnia Turcja
- M. nivalis alpicola – Kaukaz i północny Iran do Afganistanu
- M. nivalis gaddi – południowo-zachodni Iran
- M. nivalis tianshanica – wschodni Kazachstan i północny Tadżykistan
- M. nivalis groumgrzimaili – północno-zachodnie Chiny do środkowej Mongolii
- M. nivalis kwenlunensis – zachodnio-środkowe Chiny i północny Tybet (południowa część prowincji Sinciang)

Do Polski zalatuje wyjątkowo – stwierdzono ją tylko 3 razy, łącznie obserwowano około 15 osobników. Najstarsze obserwacje pochodzą z 1859 i 1912 roku z Sudetów. 12 kwietnia 2016 widziana po raz trzeci w Borzykowej pod Radomskiem (woj. łódzkie).

## Morfologia

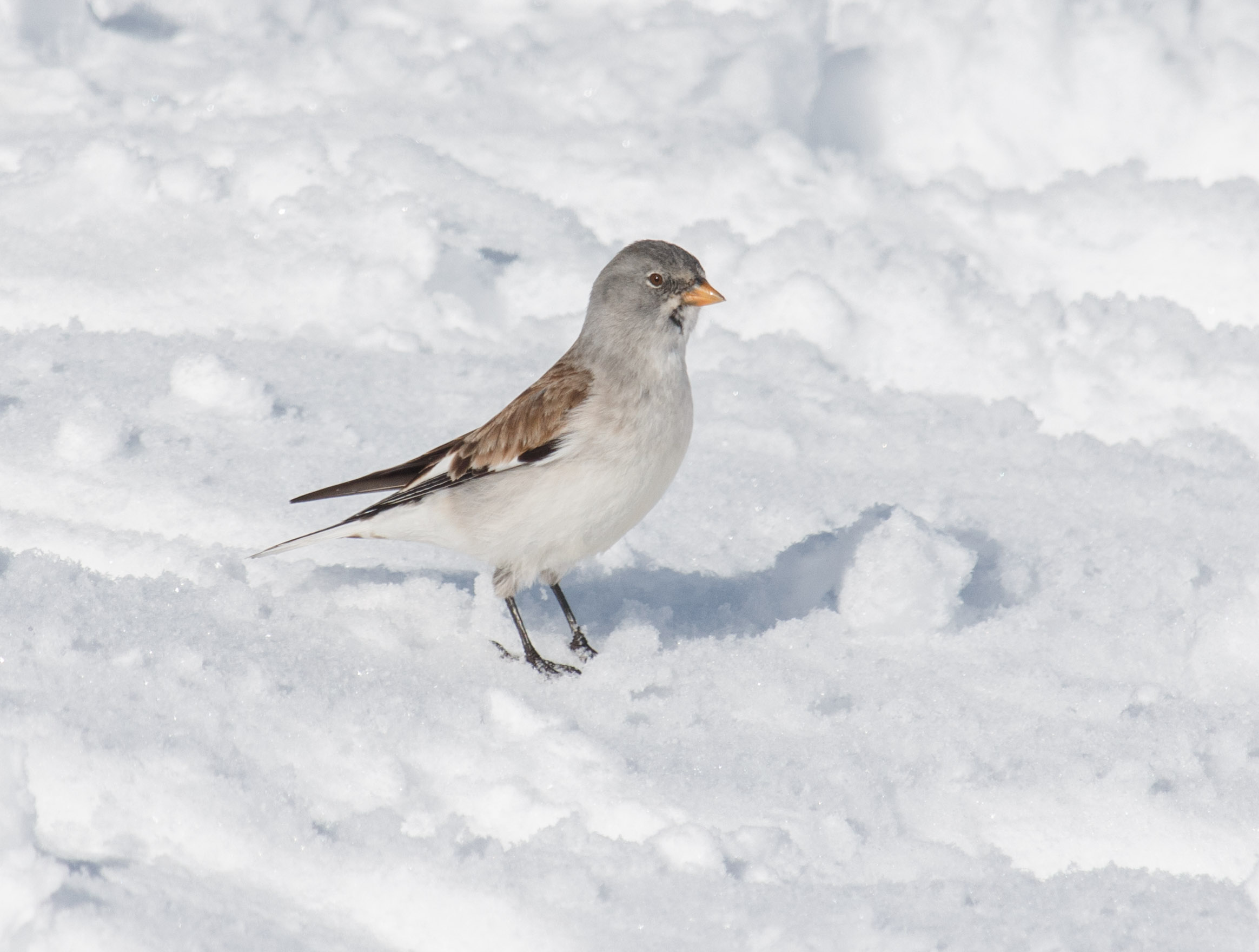
Śnieżka w szacie spoczynkowej

Długość ciała wynosi 17–17,5 cm, masa ciała 31–57 g. Dorosłe osobniki mają szarą głowę z czarnym podbródkiem. Wierzch ciała brązowoszary z białymi plamami na skrzydłach. Spód ciała biały. Ogon biały z czarnymi lotkami środkowymi. Dziób koloru kości słoniowej (u samca w szacie godowej czarny). Samice i młode nie posiadają czarnego podbródka.

## Ekologia i zachowanie

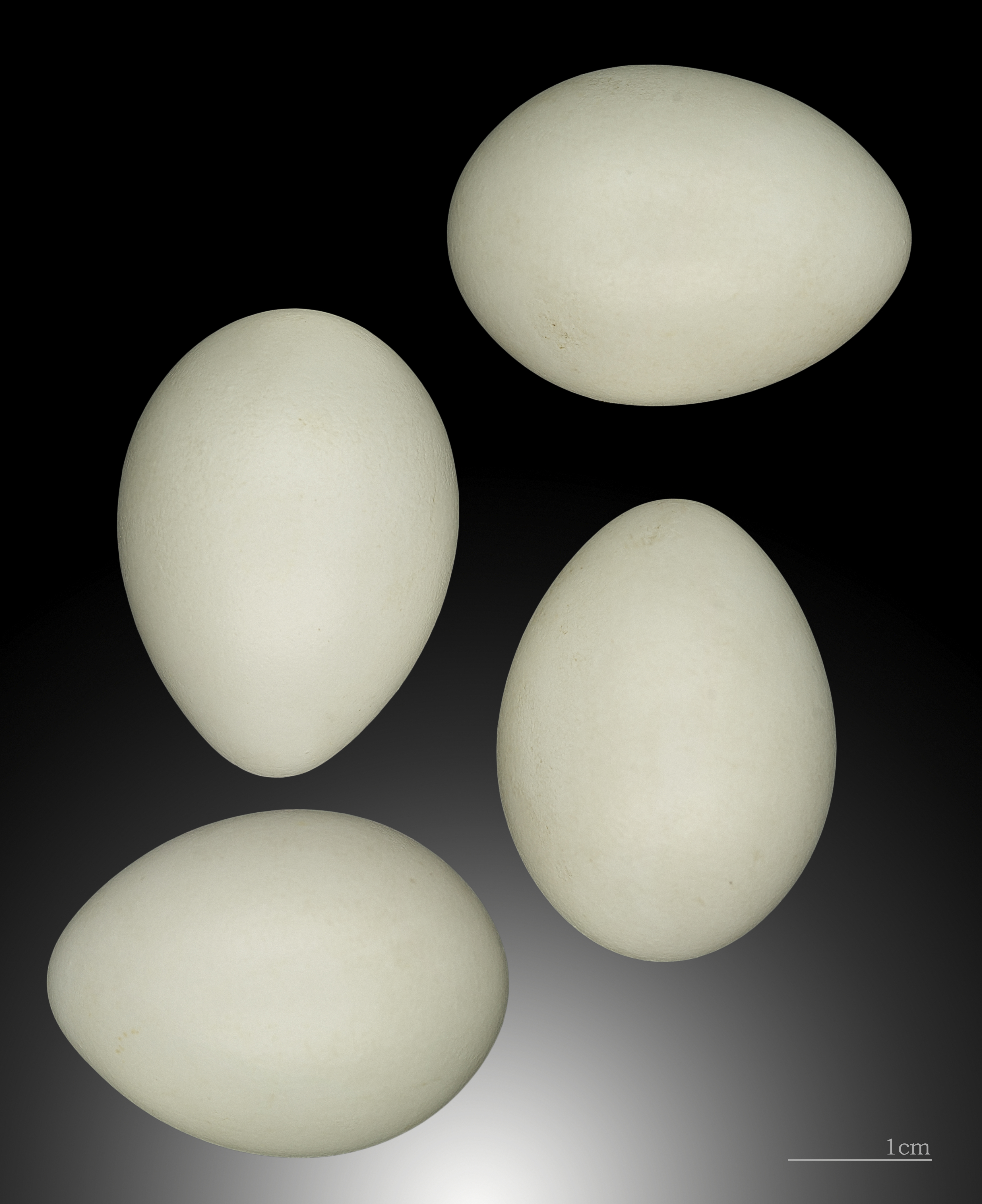
Jaja z kolekcji muzealnej

Śnieżki to typowe ptaki górskie. Gniazdują powyżej linii drzew, na alpejskich łąkach; unikają nawet obszarów z karłowatymi drzewkami. Trzymają się obszarów skalistych oraz budynków, takich jak schronienia pasterzy, składy na drewno lub ośrodki turystyczne. Ptaki te podejmują jedynie wędrówki wysokościowe, zimą schodząc na niższe wysokości. W Alpach odnotowywano śnieżki do 3300 m n.p.m., w paśmie Taurus do 1820 m n.p.m., w rosyjskiej części Ałtaju do 2900 m n.p.m., do 3100 m n.p.m. na Kaukazie i do 5150 m n.p.m. w Tybecie. Śnieżki żerują na ziemi. Żywią się różnorodnymi nasionami oraz małymi owadami.

## Status i ochrona
IUCN uznaje śnieżkę za gatunek najmniejszej troski (LC, Least Concern). Liczebność światowej populacji, wstępnie obliczona w oparciu o szacunki organizacji BirdLife International dla Europy z 2015 roku, zawiera się w przedziale 3,18–19,2 milionów dorosłych osobników. BirdLife International uznaje trend populacji za stabilny ze względu na brak widocznych zagrożeń.
Na terenie Polski gatunek ten jest objęty ścisłą ochroną gatunkową.